# Ізвору-Крішулуй (комуна)
Ізвору-Крішулуй (рум. Izvoru Crișului) — комуна у повіті Клуж в Румунії. До складу комуни входять такі села (дані про населення за 2002 рік):
- Ізвору-Крішулуй (981 особа)
- Надешу (299 осіб)
- Няршова (163 особи)
- Шаула (208 осіб)

Комуна розташована на відстані 353 км на північний захід від Бухареста, 38 км на захід від Клуж-Напоки.

## Населення
За даними перепису населення 2002 року у комуні проживала 1651 особа.
Національний склад населення комуни:
| Національність | Кількість осіб | Відсоток |
| -------------- | -------------- | -------- |
| угорці         | 1320           | 80,0%    |
| румуни         | 330            | 20,0%    |

Рідною мовою назвали:
| Мова      | Кількість осіб | Відсоток |
| --------- | -------------- | -------- |
| угорська  | 1319           | 79,9%    |
| румунська | 331            | 20,0%    |

Склад населення комуни за віросповіданням:
| Релігія        | Кількість осіб | Відсоток |
| -------------- | -------------- | -------- |
| реформати      | 1307           | 79,2%    |
| православні    | 325            | 19,7%    |
| римо-католики  | 9              | 0,5%     |
| баптисти       | 7              | 0,4%     |
| п'ятдесятники  | 2              | 0,1%     |
| греко-католики | 1              | 0,1%     |